# Ужас под полуночным солнцем
«Ужас под полуночным солнцем» (англ. Terror in the Midnight Sun), в США в прокат фильм вышел под названием «Вторжение людей-животных» (англ. Invasion of the Animal People), в Швеции — «Космическое вторжение в Лапландию» (швед. Rymdinvasion i Lappland) — шведско-американский чёрно-белый научно-фантастический фильм ужасов 1959 года, снятый в поджанре «фильм о монстрах». Режиссёром фильма выступил американец Вирджил В. Фогель. Главные роли исполнили Барбара Уилсон, Роберт Бёртон и Стен Гестер. Сценарий написал Артур С. Пирс, бо́льшая часть диалогов в фильме была на английском языке. Премьера в Шведции состоялась 19 августа 1959 года.

## Сюжет

### Пролог
Американская версия фильма начинается с закадрового повествования: Джон Кэррадайн рассказывает зрителям, почему научные знания необходимы. Сцена переключается на двух врачей, обсуждающих странный случай с пациенткой по имени Диана Уилсон. Третий врач входит в кабинет, держа в руках череп, и читает лекцию двум другим о том, как функционирует человеческое ухо.
Серия воспоминаний начинается с показа зрителям более раннего инцидента с НЛО, случившегося с Уилсон: во время сна в своей постели девушка просыпается от ужасного, оглушительного звука, который может слышать только она. Охваченная смятением, паникой и болью, она выбегает на улицу в ночной рубашке и видит странный круглый светящийся объект в небе. К тому времени, когда парамедики прибывают и забирают её в больницу, она находится в кататоническом состоянии и уже не в состоянии объяснить, что с ней произошло. Местные газеты задаются вопросом, имеет ли произошедшее какое-то отношение к сообщению о наблюдении НЛО в том же районе той ночью. Прежде чем это можно будет определить, она полностью выздоравливает, выписывается из больницы и улетает в Швецию. На этом начинается сюжетная линия оригинального фильма, но с поясняющим повествованием Кэррадайна, добавляемым в различных сценах на протяжении всей остальной части киноленты.

### Сюжет оригинального фильма
Во время путешествия по Швеции фигуристка-олимпийка Диана Уилсон встречается со своим дядей, известным геологом доктором Фредериком Уилсоном, который приехал туда, чтобы принять участие в расследовании недавнего падения чего-то с неба, похожего на крупный метеорит.
За Дианой начинает ухаживания коллега её дяди, доктор Эрик Энгстрём, хотя она достаточно агрессивно показывает свою недоступность, однако вскоре у пары завязывается роман.
Приходят новости о большом количестве странным образом искалеченных северных оленей в Лапландии. Оба учёных немедленно вылетают туда, далеко на север, в арктические горы региона, как раз недалеко от места падения метеорита. Прибыв на место, мужчины с негодованием узнаю́т, что Диана спряталась на борту их самолёта. Едва начав ознакомление с происшествием, исследователи выясняют, что метеорит на самом деле оказывается шарообразным инопланетным космическим кораблем.
Очень высокое, волосатое двуногое существо с мощными челюстями, клыками и большими круглыми ступнями, находящееся под управлением трех гуманоидных инопланетян внутри корабля, появляется из ниоткуда и начинает творить разрушения. Оно уничтожает самолёт ученых, убивает солдата, охранявшего его, и начинает разрушать дома местных жителей голыми руками. Доктор Энгстрём и Диана пытаются убежать на лыжах в безопасное место, но волосатый монстр опасно приближается к девушке, она кричит и падает в обморок.
Сформирована поисковая группа, которая с наступлением ночи зажигает факелы. Они слышат крики Дианы и идут на звук. Появляется доктор Энгстрём, который видит, как волосатое чудовище уносит девушку. Он спешит к лапландцам с факелами и говорит доктору Уилсону, который находится с ними, о том, что Диана теперь в плену у существа.
Унося девушку на занесённый снегом космический корабль, монстр внезапно начинает проявлять нежность к своей пленнице, что является результатом контроля разума, осуществляемого над ним гуманоидными пришельцами. Пришельцы приближаются к Диане, чтобы изучить её, и та снова падает без чувств. Инопланетяне выходят из своего ледяного укрытия и видят большую группу людей с факелами, приближающихся к ним. Волосатый монстр поднимает Диану и направляется прочь от космического корабля. Лапландцы бросаются в погоню, существо теперь стоит спиной к краю глубокого снежного обрыва. Жители деревни начинают бросать в него свои горящие факелы, а монстр осторожно опускает Диану на землю в нескольких метрах от себя. Вскоре существо загорается, падает с обрыва и погибает. Гуманоидные инопланетяне улетают на своём корабле. Диана и Эрик уходят вдвоём на фоне полуночного солнца.

## В ролях
| В порядке указания в титрах - Барбара Уилсон — Диана Уилсон - Стен Гестер — доктор Эрик Энгстрём - Роберт Бёртон — доктор Фредерик Уилсон, дядя Дианы - Бенгт Бломгрен — полковник Роберт Боттигер - Оке Грёнберг — доктор Хенрик - Джон Кэррадайн — рассказчик за кадром - Ёста Прюцелиус — доктор Уолтер Ульман | В титрах не указаны - Брита Борг — в роли самой себя (певица) - Стив Конте — американский радиоведущий - Дорин Деннинг — Анна - Иттла Фроди — девушка на спортивной Вольво - Фред Хоффман — доктор - Аллан Йоханссон — роль неизвестна - Джордж Митчелл — психиатр Дианы - Густаф Унгер — авиапассажир в тёмных очках - Кэтрин Виктор — мать Дианы Уилсон - Ларс Орен — монстр |

## Производство
Фильм «Ужас под полуночным солнцем» состоит из двух разных, но очень похожих фильмов. Первый, известный как «Космическое вторжение в Лапландию», был совместным шведско-американским фильмом, поэтому в главных ролях оказались Барбара Уилсон и характерный актёр Роберт Бёртон, а также шведский актёр Стен Гестер. Первая версия фильма была снята в 1959 году, на волне популярности фильмов об инопланетных вторжениях, наводнивших американские и зарубежные кинотеатры, таких как «Вторжение обитателей летающих тарелок» (1957) и «День, когда остановилась Земля» (1951). Американский писатель, впоследствии ставший режиссёром, Артур С. Пирс придумал историю и написал сценарий совместно с Робертом М. Фреско.

## Релиз
Премьера ленты состоялась в Швеции под названием «Космическое вторжение в Лапландию» 19 августа 1959 года. Продолжительность картины составила 73 минуты.

### Выход в США
По словам шведского продюсера Бертиля Джернберга, его партнеру, сопродюсеру Густафу Унгеру, было поручено выступить в качестве их американского агента. Сказав Джернбергу, что «Paramount собирается купить его», Унгер быстро продал фильм американскому продюсеру Джерри Уоррену и оставил все деньги, полученные от сделки, себе.
Для американского кинотеатрального релиза, который состоялся 3 мая 1962 года, 73-минутная шведская версия фильма была сокращена дистрибьютором Джерри Уорреном до 55 минут. Уоррен дал фильму совершенно новое начало, добавив экранного рассказчика, роль которого исполнил Джон Кэррадайн, который открывает и закрывает фильм, завершая его пересмотренную сюжетную линию. Новые сцены, снятые в Соединенных Штатах, были сняты с Барбарой Уилсон, в которых рассказывается о более раннем, травматическом инциденте с НЛО, которого не было в оригинальной шведской версии. В другой новой сцене, снятой в Швеции, героиня Уилсон получает телефонный звонок. Также были добавлены дополнительные сцены, в которых два радиооператора в хижине диких лапландцев пытаются связаться по коротковолновому радио с внешним миром. Оба персонажа больше не появляются в сюжете. После того как другие детали шведского сюжета были отредактированы или полностью вырезаны из оригинала (включая сцену в которой Барбара Уилсон обнажённой принимает душ), новая версия была распространена в Соединенных Штатах Джерри Уорреном под названием «Вторжение людей-животных» . Она вышла в 1962 году на «двойном сеансе» вместе с картиной «Ужас охотников за кровью» (1962). Продолжительность картины составила 55 минут. Слоганом ленты стало: «Монстры ходят по Земле в восхитительном неистовстве когтистой ярости!» (англ. Monsters Walk the Earth in Ravishing Rampage of Clawing Fury!).
Когда «Вторжение людей-животных» было показано в США по телевидению, в фильм были добавлены дополнительные кадры, увеличившие его продолжительность до 80 минут (театральная версия фильма Уоррена была слишком короткой для телевизионной синдикации). В дополнительных кадрах показана группа врачей, сидящих в кабинете и обсуждающих различные психиатрические проблемы героини Дайаны Уилсон.

## Критика
Автор Дэвид Коулмэн отмечал, что концепция инопланетной расы, контролирующей криптидов в своих целях, встречается в фильмах о снежном человеке. Теория о том, что реальные наблюдения НЛО связаны со встречами со снежным человеком, обычно встречается в криптозоологическом сообществе со скептицизмом. Тем не менее есть фильмы о снежном человеке, сюжет которых строится вокруг этой теории, к таким картинам например относятся: «Ужас под полуночным солнцем», «Смерть c планеты Айтин» (1967) и сериалы «Доктор Кто», «Человек на шесть миллионов долларов», «Ультрамен Космос».